# 深谷市立南中学校
深谷市立南中学校（ふかやしりつ みなみちゅうがっこう）は、埼玉県深谷市萱場に所在する公立中学校。通称「南中（なんちゅう）」。

## 概要
深谷市立深谷中学校の生徒数増加により、そこから分離して1983年（昭和58年）に新たに本校が開校した。2020年（令和2年）時点の生徒数は457人。
学校のシンボルは本校体育館の前に植えられている「あかまつ」である。

## 沿革
以下、注釈の無い項目は学校の公式サイトの情報によるもの。
- 1983年
  - 4月1日 - 開校。
  - 5月1日- 校章制定。
  - 6月30日 - プール竣工。
  - 9月1日 - 校旗制定。
- 1984年
  - 2月6日 - 校歌制定
  - 3月28日 - 校歌碑建立
- 1988年11月15日 - 道徳教育研究発表会（文部省・市教育委員会指定）
- 1995年5月29日 - 武道場竣工。
- 1996年6月1日 - さわやか相談室開設。
- 2003年7月～8月 - 校舎を大規模改修。
- 2012年7月1日 - 普通教室にエアコン設置。
- 2014年4月8日 - 特別教室にエアコン設置。

## 校歌
深谷市立南中学校校歌（混声三部合唱）1984年制定。
- 作曲・編曲：岩河三郎
- 作詞：こわせたまみ

## 部活動

### 運動部
- ラグビー部
- サッカー部
- テニス部
- バレーボール部
- バスケットボール部
- 野球部
- ソフトボール部
- 卓球部
- 剣道部
- 柔道部

### 文化部
- 吹奏楽部
- 総合文化部

## 生徒会

### 本部
本部役員は、会長1名、副会長2名、本部役員5名の、計8名で構成される。

### 専門委員会
- 生活委員会
- 保健委員会
- 体育委員会
- 緑化委員会
- 美化委員会
- 広報委員会
- 図書委員会
- 放送委員会
- 学年委員会
- 給食委員会
- 奉仕委員会
- 選挙管理委員会（生徒会本部役員選挙時のみ）

## 通学区域
- 田所町、桜ケ丘、見晴町、萱場、宿根、西島5丁目、上野台（押切川の西側の区域）[3]

## 出身者
- 馬場菜津美 - 柔道選手
- 今野智博 - 衆議院議員